# دصيور شرقي
الدصيور الشرقي (باللاتينية: Dasyurus viverrinus) هو نوعٌ من الدصيور ولاحم متوسِّط الحجم يعيش في قارة أستراليا. يعتبر النوع منقرضاً الآن على يابسة أستراليا، لكنَّه لا زال منتشراً وكثير الأعداد في جزيرة تسمانيا القريبة من القارة.

## التصنيف
ينتمي الدصيور الشرقي إلى فصيلة الدصيورات، التي تضمُّ أيضاً مُعظَم الأنواع اللاحمة من الجرابيَّات. يعني اسم النوع viverrinus باللغة اللاتينية «شبيه ابن مقرض».

## الموئل
في الماضي، كان يعيش الدصيور الشرقي بمُعظم الأجزاء الجنوبية الشرقية من يابسة قارَّة أستراليا، امتداداً من السواحل الشرقية لجنوب أستراليا إلى مُعظم منطقة فكتوريا والسَّاحل الأوسط لنيو ساوث ويلز. إلا أنَّه اختفى تماماً من القارة في عام 1963، لكنه لا زال منتشراً في جزيرة تسمانيا، كما لا زال يعيشُ على جزيرة بروني (إلا أنَّه قد يكون استُقدِمَ إلى هذه الجزيرة على أيدي البشر). ضمن حُدود جزيرة تسمانيا، يعيش الدصيور الشرقي في الغابات المطيرة والأراضي الزراعية وغابات الألبين والحشائش الواقعة على ارتفاع أقل من 1,500 متر. مع ذلك، تُفضِّل هذه الحيوانات عادةً الأراضي العشبيَّة الجافَّة وقليلة الأشجار والمناطق الزراعيَّة.

## التكاثر
يبدأ موسم تزاوج الدصيور الشرقي في مطلع فصل الشتاء. تستمرُّ دورة الإناث الشهريَّة 34 يوماً، إلا أنَّ مُعظم حيوانات الدصيور تتزاوج في دورتها الأولى خلال العام. يُمكن أن تضع الأنثى ما يصل إلى 20 صغيراً، بعد فترة حملٍ تدوم 19 إلى 24 يوماً. لكن من بين هؤلاء جميعهم، لن ينجو إلا أول الجراء الذي يتمسَّكون بحلمات الرِّضاعة المُتَاحة. يبقى الصغير متمسِّكاً بالحلمة 60 إلى 65 يوماً، ويبدأ فروه بالنموِّ بعد 51 منها، ثم يفتح أعينه في اليوم الـ79، ويُصبِح مكتمل النمو بين اليومين الـ150 والـ165. ينضُج الصغار جنسياً بعد عامٍ واحد من ولادتهم، ويُمكن أن يعيشوا ما يصل إلى سبع سنواتٍ في الأسر.